# Jan Murray
Jan Murray est un acteur américain né le 4 octobre 1916 à New York, État de New York (États-Unis) et mort le 2 juillet 2006 à Beverly Hills (États-Unis).

## Filmographie

### Au cinéma
- 1965 : Who Killed Teddy Bear (en) : Lt. Dave Madden
- 1967 : A Man Called Dagger (en) : Rudolph Koffman / Hans Leitel
- 1967 : The Busy Body, de William Castle : Murray Foster
- 1967 : Thunder Alley de Richard Rush : Pete Madsen
- 1967 : Tarzan et le jaguar maudit (en) (Tarzan and the Great River) : Capitaine Sam Bishop
- 1968 : The Angry Breed : Mori Thompson
- 1970 : Ya, ya, mon général ! (Which Way to the Front?) : Sid Hackle
- 1971 : Le Jour des loups (en) (The Day of the Wolves): No. 1 (Oncle Willy)
- 1981 : La Folle Histoire du monde (History of the World: Part I), de Mel Brooks
- 1984 : New York, deux heures du matin (Fear City), d'Abel Ferrara : Goldstein

### À la télévision
- 1951 : Go Lucky (série) : Host
- 1950 : Sing It Again (série) : Host (1951)
- 1952 : Meet Your Match (série) : Host
- 1953 : Dollar a Second (série) : Host
- 1955 : Jan Murray Time (série) : Host
- 1956 : The New Treasure Hunt (série) : Host (1956-1959)
- 1974 : Roll, Freddy, Roll! (en) : Big Sid Kane
- 1976 : Banjo Hackett: Roamin' Free (en) : Jethro Swain
- 1980 : The Dream Merchants : Murray Tucker
- 1986 : But Seriously, Folks